# Maurice Peiren
Maurice Peiren (Nieuwkapelle, 23 december 1937 – 6 januari 2011) was een Belgische atleet, die gespecialiseerd was in de marathon. Hij nam eenmaal deel aan de Olympische Spelen en veroverde drie Belgische titels

## Biografie
Peiren werd in 1965 voor het eerst Belgisch kampioen op de marathon. Het jaar nadien moest hij nipt de duimen leggen voor Rik Clerckx. Hij nam dat jaar deel aan de Europese kampioenschappen in Boedapest. Hij werd er elfde. In 1967 volgde een tweede Belgische titel.
In 1968 nam Peiren deel aan de marathon tijdens de Olympische Spelen in Mexico-Stad. Hij werd twintigste. Het jaar nadien werd hij opnieuw Belgisch kampioen en nam hij deel aan de marathon tijdens de EK in Athene, waar hij negende werd. Twee jaar later nam hij voor de derde keer deel aan de Europese kampioenschappen, dit maal werd hij tweeëntwintigste.
Maurice Peiren is de vader van atlete Els Peiren, die tweemaal deelnam aan de wereldkampioenschappen veldlopen.

### Clubs
Peiren was aangesloten bij CS Vorst.

## Belgische kampioenschappen
| Onderdeel | Jaar             |
| --------- | ---------------- |
| 400 m     | 1965, 1967, 1969 |

## Persoonlijk record
| Onderdeel | Prestatie | Datum             | Plaats  |
| --------- | --------- | ----------------- | ------- |
| marathon  | 2:16.42   | 18 september 1970 | Berchem |

## Palmares

### halve marathon
- 1965:  Route du Vin – 1:09.14
- 1966:  Route du Vin – 1:07.25

### marathon
- 1965:  BK AC in Oudenaarde (47 km) – 2:42.54
- 1966:  BK AC in Roeselare – 2:16.42
- 1966: 11e EK in Boedapest – 2:25.48
- 1967:  BK AC in ‘s Gravenbrakel – 2:21.44
- 1968: 20e OS in Mexico-Stad – 2:32.49
- 1969:  BK AC in Antwerpen – 2:19.27
- 1969: 6e marathon van Enschede - 2:24.40,6
- 1969: 9e EK in Athene – 2:24.10
- 1970:  marathon van Berchem – 2:16.42
- 1970:  marathon van Praag – 2:19.50
- 1971: 22e EK in Helsinki – 2:22.36
- 1972:  BK AC in Brussel – 2:20.14